# 태영교통 (서울)
태영교통(泰榮交通)은 서울특별시 용산구의 마을버스 회사이고, 본사는 서울특별시 용산구 신흥로 7, 지층 (용산동2가)에 위치해 있다.

## 연혁
- 1990년대 일정미상 : 태영마을버스(泰榮―) 설립
- 2000년대 일정미상 : 태영마을버스에서 태영운수(泰榮運輸)로 사명 변경
- 2012년 1월 1일 : 태영운수에서 현재의 사명으로 변경

## 운행 노선
- ● 용산02번 : 한신아파트 ↔ 녹사평역 (구 용산마을 1번)

## 보유차종
전 차량이 현대 E-카운티로 운행한다.